# Cladonia palmicola
Cladonia palmicola är en lavart som beskrevs av Ahti & Fleig. Cladonia palmicola ingår i släktet Cladonia och familjen Cladoniaceae.   Inga underarter finns listade i Catalogue of Life.